# گفل (راینلاند-فالتس)
گفل (به آلمانی: Gefell) یک شهر در آلمان است که در فولکانایفل واقع شده‌است. گفل ۹۹ نفر جمعیت دارد.